# Dimos Aspropyrgos
Dimos Aspropyrgos (Aspropyrgos) är en kommun i Grekland.   Den ligger i prefekturen Nomarchía Dytikís Attikís och regionen Attika, i den sydöstra delen av landet, 16 km nordväst om huvudstaden Aten. Antalet invånare är 30 251.